# Бийский рабочий

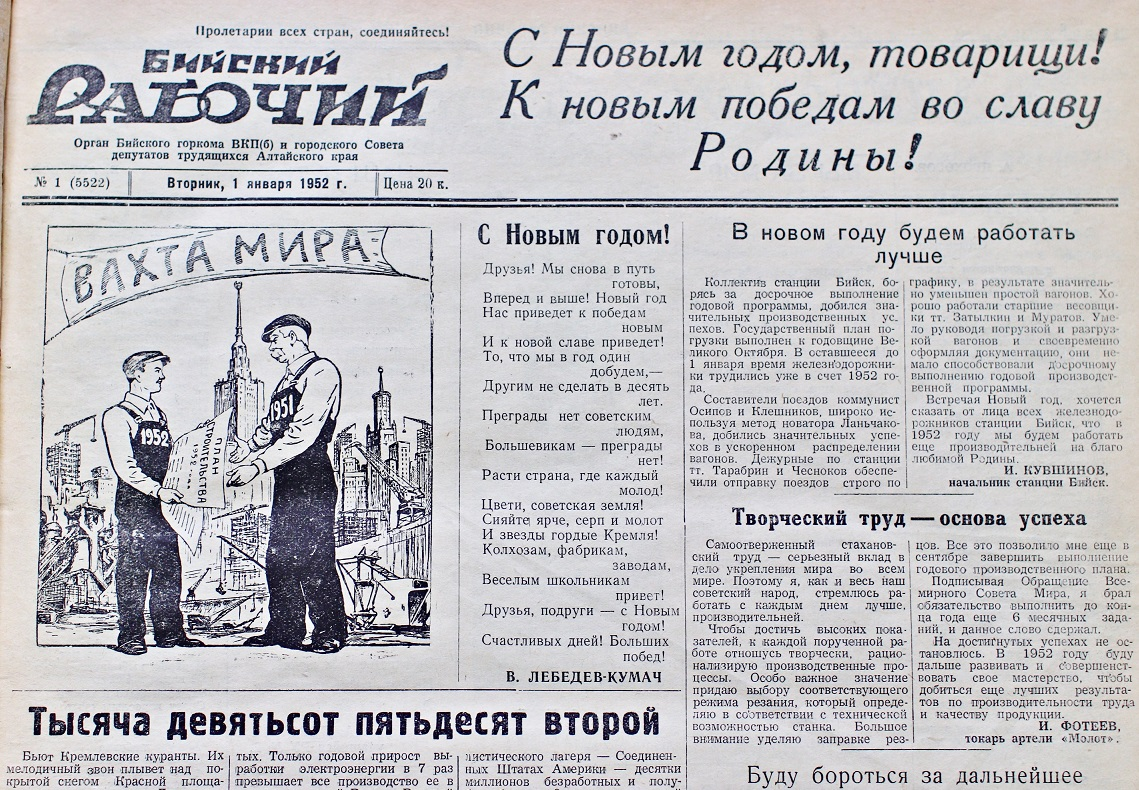
Новогодний выпуск газеты «Бийский Рабочий» от 1 января 1952 года

«Бийский рабочий» — еженедельная городская общественно-политическая газета, выпускаемая ООО «Бийский рабочий» в Бийске Алтайского края. Первый выпуск датирован 6 марта 1918 года. Ежегодный тираж — 61 200 экземпляров. Сроки выхода — 1 номер в неделю по средам (54 выпуска в год). Форма выпуска — таблоид формата А3.
Приоритетные темы — общество, политика, экономика, образование, здравоохранение, проблемы ЖКХ, история города и другое.

## История
- В 1918 году решением Бийского Совдепа создана газета «Бийская правда».
- 6 марта 1918 года вышел в печать первый номер газеты тиражом 700 экземпляров.
- В июне 1918 года газету закрыли на 18 месяцев, пока у власти в Бийске были колчаковцы.
- С декабря 1919 года выпуск газеты возобновлен Временным революционным комитетом под названием «Известия». Позже издание получило название «Коммунист».
- С 1920 года газета выходила под названиями «Серп и молот», «Бийский пахарь», «Алтайская деревня», «Звезда Алтая».
- 6 мая 1936 года решением крайкома ВКП(б) газета переименована в «Бийский рабочий».
- В 1938 год при редакции создано литературное объединение «Парус» (1938—2022).
- В конце 1980-х годов газета имела наибольший тираж — до 65 тыс. экземпляров при выходе пять номеров в неделю.
- С 1990 года учредителем газеты наряду с администрацией города стал коллектив редакции «Бийский рабочий».
- В 2004 году «Бийский рабочий» вошел в холдинг «Сибма».
- В 2006 году запущен сайт газеты «Бийский рабочий» — biwork.ru.
- В 2013 году «Бийский рабочий» вошёл в «Сибирскую медиагруппу», крупнейший медиахолдинг Алтайского края.
- С 2019 года редакция газеты «Бийский рабочий» участвует в кросс-редакционных проектах с «Бийским телевидением». Медиапроекты выходят на городском телевидении, видеоплатформах, в социальных сетях и на сайте, а также в текстовом формате в газете. Среди них — интервью «Деловой разговор», опросы «Я в Бийске», программа о путешествиях «Координаты Алтай», зарисовки «История в предметах».
- С 2020 года biwork.ru — единственное издание городского формата, входящее в топ-5 самых цитируемых СМИ Алтайского края по версии «Медиалогии»[1].
- В 2021 году проведен редизайн газеты: 80-й формат сменен на 76-й.
- Редакцией создана собственная служба доставки газеты.
- В 2022 году издание «Бийский рабочий» еженедельно выпускает номер газеты (20 полос формата А3, тираж выпуска — 5100 экземпляров). Главный редактор Наталья Каршева, директор — Сергей Левит.
- С 12 мая 2022 года сайт газеты biwork.ru зарегистрирован как самостоятельное СМИ.

## Награды и премии
Журналисты газеты «Бийский рабочий» являются номинантами и победителями профессиональных конкурсов:
- В 2004 году газета «Бийский рабочий» под руководством редактора Александра Индюкова стала победителем Всероссийского конкурса «Золотой гонг-2004» в номинации «За мужество и принципиальность в отстаивании позиции и независимости издания»[2]
- В 2013 году «Бийский рабочий» получил специальную награду жюри конкурса «Сибирь — территория надежд» в номинации «Интернет-издание» за сайт biwork.ru[3][4]
- В 2015 году «Бийский рабочий» под руководством редактора Светланы Скляр стал победителем межрегионального конкурса «Сибирь — территория надежд» в номинации «Городские газеты»[5]